# Galina Antyufeyeva
Galina Mikhailovna Antyufeyeva (Russe : Галина Михайловна Антюфеева) est une femme politique de Transnistrie. Elle est l'épouse de l'ancien ministre de la Sécurité nationale de l'État séparatiste, Vladimir Antyufeyev.

## Biographie
Elle est née le 6 janvier 1960 à Belogorsk, Oblast d'Amour, en Russie. En 1989, elle étudie à l'Institut agricole de Chișinău et obtient un diplôme d'« agronome scientifique ». Elle a aussi un diplôme juridique à l'Université d'État TG Shevchenko de Tiraspol en 1998.
Elle est vice-présidente du Conseil Suprême de la République Moldave Pridnestrovienne. Elle est aussi membre du parlement de Transnistrie depuis 2000. En tant que députée, Antyufeyeva est à la tête du comité parlementaire de la PMR chargé de la législation. Elle a été membre du parti Respublika allié au président de la PMR, Igor Smirnov. Le 3 juillet 2007, elle participe à la fondation du parti République Juste.
En 2020, elle est élue députée du Conseil suprême de la VIIe législature dans la circonscription électorale n°25 « Ouest ». Le 8 décembre 2020, elle est élue vice-présidente du Conseil suprême.